# Tumanni
Tumanni (ruso: Тума́нный) es un asentamiento de tipo urbano de Rusia perteneciente al raión de Kola de la óblast de Múrmansk.
En 2019, la localidad tenía una población de 483 habitantes.
La localidad fue fundada en 1971 como un asentamiento obrero planificado por la Unión Soviética. Adoptó el estatus de asentamiento de tipo urbano en 1978, cuando tenía casi tres mil habitantes.
Se ubica a orillas del río Voronya, unos 100 km al este de la capital regional Múrmansk y de la capital distrital Kola, cerca de la costa del mar de Barents.